# Калініченко Ігор Борисович
Ігор Борисович Калініченко (рос. Игорь Борисович Калиниченко; нар. 31 жовтня 1969) — радянський та російський футболіст, захисник. Російський футбольний арбітр.

## Життєпис
Вихованець ДЮСШ Майкоп. Професіональну кар'єру розпочав у клубі другої нижчої ліги СРСР «Торпедо» (Армавір), за який виступав у 1990 та 1991 роках та провів 54 матчі. Після розпаду СРСР перейшов до клубу першого дивізіону Росії «Дружба» (Майкоп), у складі якого виступав до 2000 року. З 1992 по 1998 рік провів 137 матчів та відзначився 8-ма голами у першому дивізіоні, а з 1999 по 2000 виступав у другому дивізіоні, де зіграв 70 матчів та відзначився 8-ма голами. Частину сезону 1998 року відіграв у оренді за клуб «Селенга». 2001 року перейшов до іншого клубу другого дивізіону «Динамо» (Ставрополь), в якому й завершив кар'єру 2002 року.
Після завершення кар'єри гравця став футбольним арбітром. З 2004 року судив матчі другого дивізіону як асистент, а 2005 року дебютував на професіональному рівні як головний суддя. Загалом у період з 2005 по 2009 рік відсудив 46 матчів у другому дивізіоні. Завершивши професійну кар'єру, продовжував судити матчі аматорських команд. У тому числі працював у чемпіонаті Абхазії та відсудив гру за Суперкубок Абхазії 2014 року.